# Dark Ages
Dark Ages è il quinto album in studio del gruppo musicale statunitense Soulfly, pubblicato il 4 ottobre 2005 dalla Roadrunner Records.

## Descrizione
Molti descrivono questo disco come un ritorno di Max Cavalera alle vecchie sonorità thrash metal dei primi Sepultura, il suo sound è stato anche comparato a quello dell'album Chaos A.D..

## Tracce
1. The Dark Ages – 0:48
2. Babylon – 3:53
3. I and I – 3:15
4. Carved Inside – 3:35
5. Arise Again – 4:10
6. Molotov – 1:57
7. Frontlines – 4:34
8. Innerspirit – 5:15
9. Corrosion Creeps – 4:26
10. Riot Starter – 5:00
11. Bleak – 4:56
12. (The) March – 1:18
13. Fuel the Hate – 4:12
14. Stay Strong – 8:13
15. Soulfly V – 10:50 – dopo 0:05 secondi dal termine del brano (7:10-7:15) inizia una traccia fantasma senza titolo

## Formazione
Gruppo
- Max Cavalera - voce, chitarra
- Marc Rizzo - chitarra
- Bobby Burns - basso
- Joe Nunez - batteria

Altri musicisti
- Billy Milano - voce (nel brano 6)
- Paul Fillipenko - voce (nel brano 6)
- David Ellefson - basso (nel brano 10)
- Richie Cavalera - voce (nel brano 14)
- Nemanja Kojić - voce (nel brano 8)
- Vitali Hrenov - balalaica
- Alexsander Hrenov - balalaica, cucchiai in legno, treshetka
- Alexsander Yushin - fisarmonica (bayan)
- Stefane Goldman - sitar, mandolino, chitarra acustica, microkorg

Cast tecnico
- Produttore: Max Cavalera
- Produttore esecutivo: Gloria Cavalera
- Missaggio: Terry Date, John Gray (brani 6, 12, 15)
- Masterizzazione: Ted Jensen
- Ingegneria del suono: John Gray, Alexkid, Darya Jubenko, Milan Barković
- Registrazione: John Gray
- A&R: Monte Conner